# Bolbula debilis
Bolbula debilis es una especie de mantis de la familia Iridopterygidae.

## Distribución geográfica
Se encuentra en Tanzania.